# Jean Kahwagi
Jean Kahwagi (arabisch جان قهوجي, DMG Ǧān Qahwaǧī, * 23. September 1953 in Ayn Ebel, Distrikt Bint Jbeil, Gouvernement Nabatäa) ist ein libanesischer General und vom 29. August 2008 bis 8. März 2017 Kommandant der Streitkräfte des Libanons.

## Beförderungen
Der maronitische Christ Jean Kahwagi trat am 1. Oktober 1973 als Kadett in die libanesischen Streitkräfte ein. Er wurde am 1. Juli 1976 zum Leutnant befördert. Am 1. Juli 2002 wurde er zum Brigadegeneral befördert und war im Stab der Streitkräfte tätig. Am 29. August 2008 wurde er zum General befördert und übernahm in Nachfolge des zum Präsidenten gewählten Michel Sulaiman das Kommando über die Streitkräfte des Libanons. Seine Amtszeit wurde kommissarisch zweimal verlängert. Am 8. März 2017 wurde Joseph Khalil Aoun als sein Nachfolger zum Oberbefehlshaber der libanesischen Streitkräfte ernannt.

## Funktionen
- 12. Oktober 1992: Kommandant des Airborne-Regiments
- 22. Januar 1996: Kommandant des Dritten Interventions-Regiments
- 31. Juli 1999: Stabschef der 11. Infanterie-Brigade
- 22. August 2001: Stellvertretender Kommandant der Siebten Infanterie-Brigade
- 29. Juli 2002: Kommandant der Zweiten Infanterie-Brigade

## Ausbildung
Jean Kahwagi absolvierte militärische Kurse in den Vereinigten Staaten (1980), Schweden (1995), Italien (1999), im Vereinigten Königreich sowie in Deutschland (2006).